# Peralejo de los Escuderos
Peralejo de los Escuderos es una localidad española del municipio de Retortillo de Soria, perteneciente a la provincia de Soria, en la comunidad autónoma de Castilla y León.

## Toponimia
Es muy probable, observando el entorno montaraz del pueblo, que los escuderos de su apellido no sean los que fabrican escudos ni los sirvientes de la nobleza,  sino los rayones o jabatos que debían abundar por estas serranías de Peralejo y del vecino Rebollosa. El diccionario de la lengua española define "escudero" en su octava acepción como "jabalí nuevo, que el viejo trae consigo"

## Historia
Perteneció a la comunidad de villa y tierra de Caracena. En el censo de 1787, ordenado por el conde de Floridablanca,  figuraba como lugar  del partido de Caracena en la intendencia de Soria,  con jurisdicción de señorío y bajo la autoridad del alcalde pedáneo, nombrado por el duque de Uceda.  Contaba entonces con 119 habitantes.
A la caída del Antiguo Régimen la localidad se constituyó en municipio constitucional, conocido entonces como Peralejo  en la región de Castilla la Vieja que en el censo de 1842 contaba con 24 hogares y 92 vecinos. A mediados del siglo XIX, el lugar tenía contabilizadas 24 casas. Aparece descrito en el decimosegundo volumen del Diccionario geográfico-estadístico-histórico de España y sus posesiones de Ultramar de Pascual Madoz de la siguiente manera:

PERALEJO: l. con ayunt. en la prov. de Soria (14 leg.), part. jud. del Burgo (6), aud. terr., y c. g. de Búrgos (32), dióc. de Sigüenza (8). sit. en un llano con libre ventilacion y clima sano; tiene 24 casas, la consistorial, escuela de instruccion primaria, frecuentada por 10 alumnos, dotada con 18 fan. de trigo; una fuente de buenas aguas, que provee á las necesidades del vecindario; una igl. parr. (San Pedro Advincula), matriz de la de Losana, servida por un cura, y un sacristan. térm. confina con los de Valvenedizo, Manzanares y Rebollosa; dentro de él se encuentra una ermita (Ntra. Sra. del Rosario). El terreno es llano, flojo y de secano, á escepcion de unas cuantas huertas que se riegan con dos arroyos que brotan en el térm.; hay una deh. para pasto del ganado vacuno. caminos: los locales, de herradura y en mal estado. correo se recibe y despacha en Caracena. prod.: trigo comun, centeno, cebada, avena, lino, legumbres, algunas hortalizas, y pastos con los que se mantiene ganado lanar, mular y algo de vacuno. ind.: la agrícola, algun telar de lienzos ordinarios de lino y varios cedaceros y criberos. pobl.: 24 vec., 92 alm. cap. imp.: 6,367 reales.
(Madoz, 1849, p. 800)

A mediados del siglo XIX este municipio desapareció al integrarse en el de Losana.
A finales del siglo XX este municipio desapareció porque se integró en el municipio de Retortillo de Soria, las cuatro localidades contaban entonces con 74 hogares y 254 habitantes.

## Demografía
En el año 1981 contaba con 0 habitantes, concentrados en el núcleo principal, pasando a 4 en 2010, 2 varones y 2 mujeres.
| Gráfica de evolución demográfica de Peralejo de los Escuderos entre 2000 y 2010                  |
|                                                                                                  |
| Población de derecho (2000-2010) según los censos de población del INE a 1 de enero de cada año. |